# Chelonus euphorbiae
Chelonus euphorbiae är en stekelart som beskrevs av Mccomb 1968. Chelonus euphorbiae ingår i släktet Chelonus och familjen bracksteklar. Inga underarter finns listade i Catalogue of Life.